# Oberes Schloss Singen

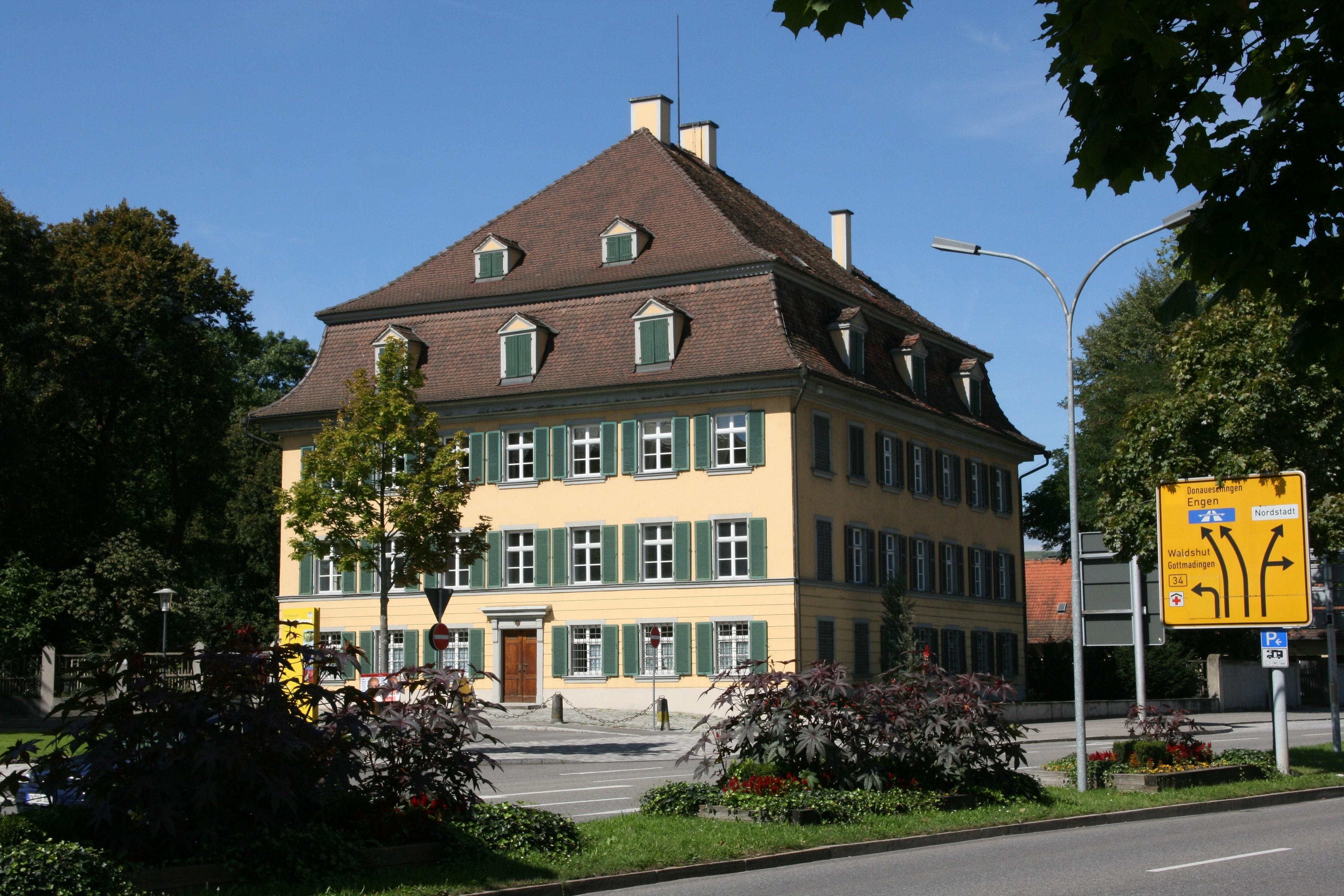
Oberes Schloss Singen (2011)

Oberes Schloss Singen, auch Schloss Singen oder Enzenbergsches Schloss genannt, ist ein Schloss in der Stadt Singen in unmittelbarer Nähe zum Rathaus, im Landkreis Konstanz in Baden-Württemberg.
Das Schloss, ein dreigeschossiger annähernd quadratischer Bau mit Mansarddach, wurde 1809 bis 1810 von Franz Josef von Enzenberg, der durch Heirat in Besitz des Grundstücks gelangt war, erbaut.
Das Enzenbergsche Schloss beherbergt heute das Archäologische Hegaumuseum, das in 13 Räumen die Lebenswelt der Menschen, die den Hegau seit dem Ende der letzten Eiszeit vor etwa 15.000 Jahren bis ins frühe Mittelalter besiedelten, zeigt. Im Keller befindet sich eine Fossilien-, Mineralien- und Schmetterlingssammlung.
In Singen befindet sich auch ein Unteres Schloss Singen (Walburgishof, Walpurgenhof), eine ehemalige Fabrik, die 1795 zum Schloss umgebaut wurde.